# توپ دفا
توپ دِفا (به فرانسوی: Direction des Études et Fabrications d'Armement)، به اختصار DEFA خانواده ای از توپ‌های خودکار پرکاربرد هواپیما از نوع رولوری ساخت فرانسه پرکاربرد است که گلوله‌های استاندارد ناتو با کالیبر ۳۰ میلی‌متری را شلیک می‌کند.

## تاریخچه طراحی

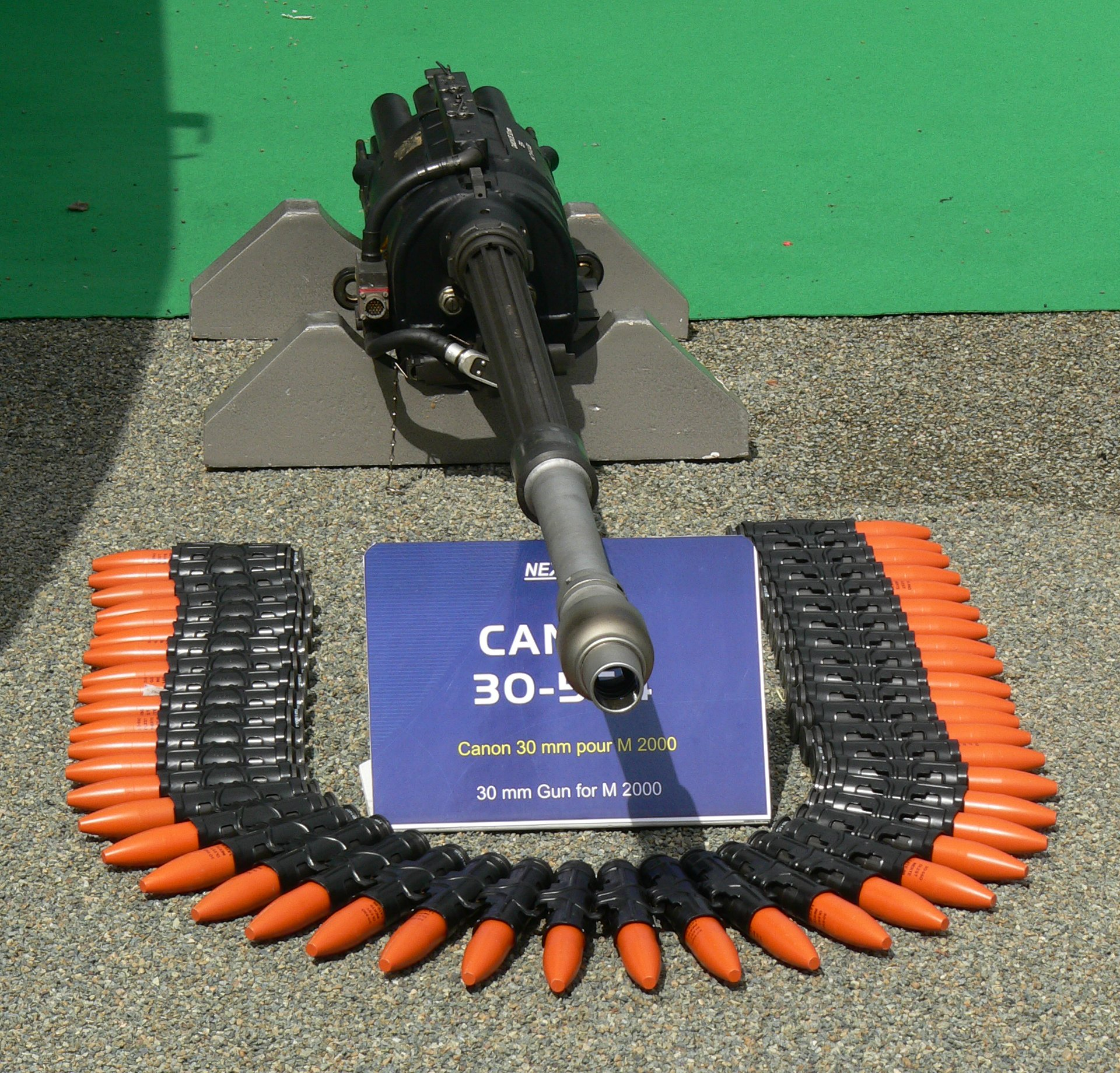
یک توپ دفا۵۵۴ مورد استفاده در جنگنده میراژ ۲۰۰۰

مدل اولیه دفا ۵۵۱ در اواخر دهه ۱۹۴۰ به تولید رسید. این توپ بر اساس توپ آلمانی مائوزر ام‌گِ۲۱۳سِ، که یک توپ رولوری آزمایشی طراحی شده برای لوفت وافه بود، ساخته شده است.ام‌گ۲۱۳ هرگز به تولید نرسید اما الهام بخش توپ‌های خودکاری همانند دفا، توپ بریتانیایی آدن(که بسیار به دفا شبیه بود) و توپ کوچکتر آمریکایی ام۳۹ گردید. دفا ۵۵۲ در سال ۱۹۵۴ به مرحله تولید رسید. در سال ۱۹۶۸ یک نسخه ارتقا یافته به نام کانون-۵۵۰-اف۳ ساخته شد که در سال ۱۹۷۱ با نام دفا ۵۵۳ وارد خط تولید شد.

## موارد استفاده

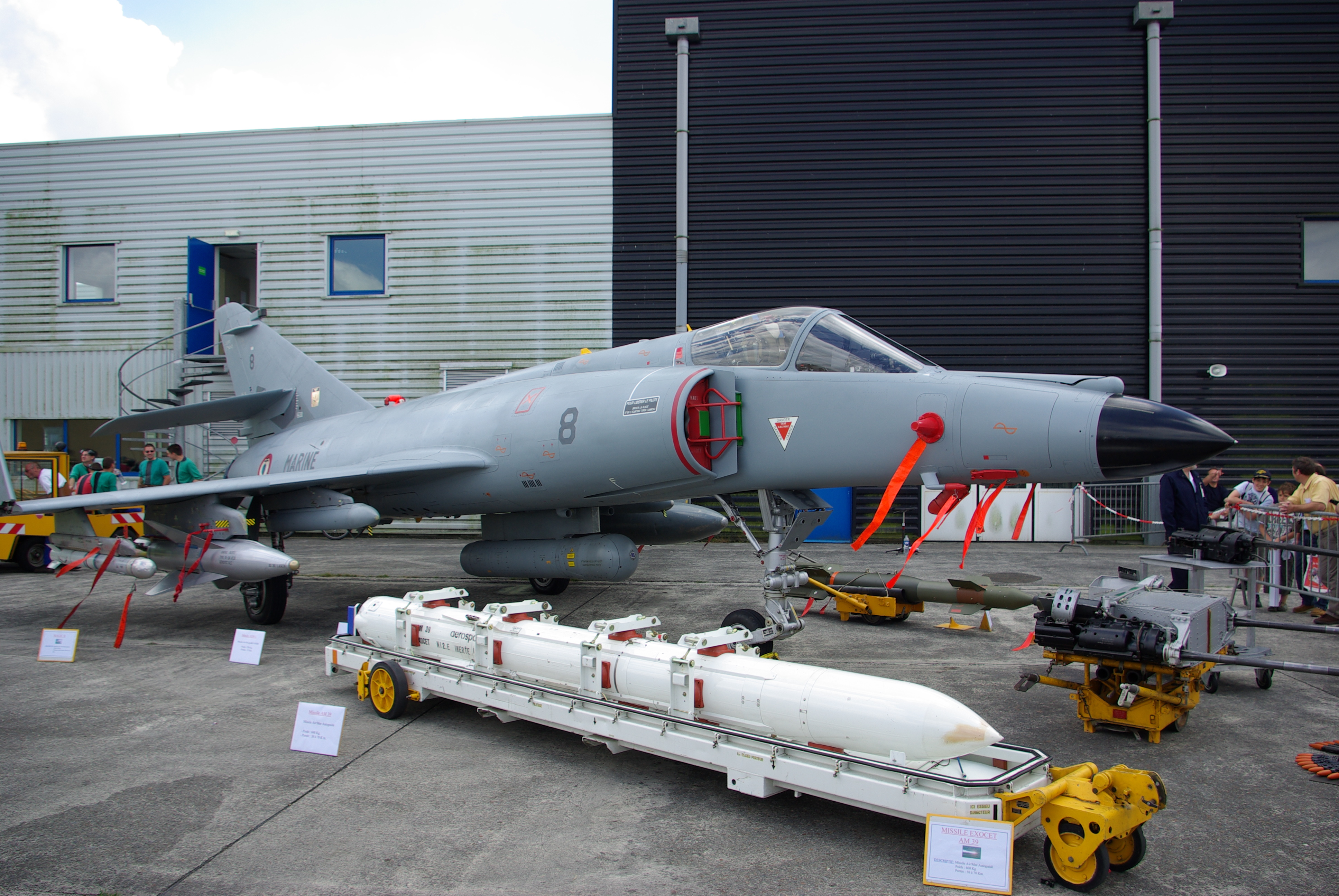
جنگ‌افزارهای مورد استفاده در داسو سوپر اتاندارد توپ دفا۵۵۲ای، موشک ضدکشتی اگزوسه، بمب هدایت لیزری جی‌بی‌یو-۱۲ و موشک هوا به هوای ماترا ماژیک-۲

سری دفا ۵۵۰ از سال ۱۹۵۴ تا ظهور جنگنده داسو رافال در دهه ۱۹۸۰، جنگ‌افزار استاندارد تمام جنگنده‌های فرانسوی مجهز به توپ خودکار بود. یک جفت از این جنگ‌افزار با ۱۲۵ الی ۱۳۵ گلوله در هر توپ، به‌طور استاندارد برای هواپیمای تهاجم زمینی برزیلی، ای‌ام‌ایکس اینترنشتال ای‌ام‌ایکس، و هواپیماهای فرانسوی داسو ام‌دی ۴۵۰ اوراگان، داسو میستره، میراژ۳ /۵، داسو اتندارد ۴و داسو سوپر اتاندار سود اویاسیون واتور، داسو میراژ اف۱، سپکت جگوار، داسو میراژ ۲۰۰۰ مورد استفاده قرارگرفته است. این توپ همچنین بروی جنگنده‌های داگلاس ای-۴ اسکای هاوک ئی/اف/اچ. ان، آی‌ای‌آی نِشِر، آی‌ای‌آی کفیر و آی‌ای‌آی لاوی اسرائیلی و هواپیماهای ایتالیایی فیات جی. ۹۱وای، آئروماکی ام‌بی-۳۲۶کی، ای-۴ اندونزی و اطلس چیتا و ایمپالا ام.کی. ۲ آفریقای جنوبی و هواپیمای آموزشی آی‌ای-۶۳ پامپا ساخت آرژانتین نیز به کار رفته است. گونه‌های غلاف‌های قابل حمل حاوی این توپ نیز از شرکت‌های کاسا، داسو اویاسیون و ماترا موجود است.
دفا ۵۵۰ شباهت زیادی به توپ آدن ساخت بریتانیا دارد و می‌تواند از همان مهمات استفاده نماید.
سری دفا ۵۵۰ جای خود را به توپ سری GIAT 30 مورد استفاده در داسو رافال داده است، هرچند احتمالاً برای سال‌های زیادی مورد استفاده گسترده قرار خواهد گرفت.

## گونه‌ها
- دفا ۵۵۱ برای داسو میستره ۴، داسو میستره ۳سی و سود اویاسیون واتور.
- دفا ۵۵۲ برای داسو سوپر میستره بی-۲، داسو اتندارد ۴ و فیات جی.۹۱ وای.
- دفا ۵۵۲ ای برای میراژ ۳ /۵/۵۰، نِشر/دَگر/فینگر، آی‌ای‌آی کفیر و آی‌ای‌آی لاوی
- دفا ۵۵۳ برای داسو میراژ اف۱، آلفا جت، سپکت جگوار، داسو سوپر اتاندارد، میراژ ۲۰۰۰ آر ام دی و آئرماکی ام بی-۳۲۶ کی، کاسا سی-۱۰۱، اطلس چیتا، ایمپالا ام کی-۲، آی‌ای ۵۸ بی/سی پوکارا واف.ام.ای آی.ای-۶۳ پامپا.
- دفا ۵۵۴ برای گونه تک سرنشین میراژ ۲۰۰۰،  ای ام ایکس ای-۱، آی‌ای ۵۸ دی و آی. ای-۶۳

### کاربران فعلی
- آرژانتین: سوپراتاندارد مدرنیزه شده، ای-۴ اسکای هاوک و ای‌آی-۶۳، سابقاً ای‌ای-۵۸، فینگر، دَگر، میراژ۵پی و میراژ۳.
- اکوادور: اطلس چیتا، سابقاً میراژ اف-۱، کفیر، میراژ۵۰ و امپالا ام‌کی-۲.
- امارات متحده عربی: میراژ ۹–۲۰۰۰,[۱] سابقاً میراژ۵، میراژ۳ و ام‌بی-۳۲۶کی.
- ایتالیا: ام‌بی-۳۳۹ای و سی‌دی.
- ایران: میراژ اف-۱.
- برزیل: ای‌ام‌ایکس اینترنشنال، سابقاً میراژ۲۰۰۰سی/بی و میراژ۳.
- پاکستان: میراٰژ ۵ آراواس‌ئی و میراژ ۳.
- پرو: میراٰژ ۲۰۰۰پی/دی‌پی، سابقاً میراژ ۵ پی.
- تایوان:میراژ۵–۲۰۰۰.
- سری‌لانکا: کفیر[۲]
- شیلی: ای-۳۶توکی/سی-۱۰۱سی‌سی، سابقاً میراژ۵۰، میراژ۵ و میراژ۳.
- فرانسه: میراژ ۲۰۰۰، سابفا سوپراتاندارد، میراژاف-۱، جگوار، میراژ۵، اتاندارد ۴وی‌ام، میراژ ۳، سوپرمیستره بی۲، میستره ۴، میستره ۳سی و واتور۲.
- قطر: میراژ ۵–۲۰۰۰، سابقاً میراژ اف-۱.
- کلمبیا: کفیر بلاک ۶۰، سابقاً میراژ ۵.
- گابن: میراژ اف-۱، سابقاً میراژ ۵.
- لیبی: میراژ اف-۱، سابقاً میراژ ۵.
- مراکش: میراژ اف-۱.
- مصر: میراژ ۲۰۰۰ ئی‌ام/بی‌ام و میراژ ۵
- هند: میراژ۲۰۰۰آی/تی‌آی، سابقاً میستره ۴.
- یونان: میراژ۲۰۰۰–۵ ام‌کی۰۲، سابقاً میراژ اف-۱.

### کاربران سابق
- آفریقای جنوبی:چیتا، میراژ اف-۱، نِشِر، میراژ۳ و ایمپالا.
- اسپانیا: میراز اف-۱ و میراژ ۳
- استرالیا: میراژ۳
- اسرائیل: ای-۴، لاوی، کفیر، نِشِر، میراژ۵، میراژ۳سی، سوپرمیستره بی۲، مسیتره ۴ و واتور-۲
- اردن: سی-۱۰۱سی‌سی و میراژ اف-۱
- اندونزی: ای-۴
- ایتالیا: جی-۹۱ وای
- بلژیک: میراژ۵
- پرتغال: جی. ۹۱ آر/۳
- تونس: ام‌بی-۳۲۶کی
- زئیر: میراژ ۵ و ام‌بی-۳۲۶کی
- عراق: سوپراتاندارد و میراژاف-۱
- عربستان سعودی: میراژ ۵
- غنا: ام‌بی-۳۲۶کی
- کویت: میراژ اف-۱
- لبنان: میراژ ۳
- ونزوئلا: میراژ ۵۰، میراژ۵ و میراژ۳
- هندوراس: سوپرمیستره بی۲

### پیوند به ویدیو
- ویدیویی از دوربین توپ دفا در یوتیوب از یک جنگنده آی‌ای‌آی دَگر نیروی هوایی آرژانتین در طی نبردسن کارلوس (جنگ فالکلند).